# محمد متولي (مصارع)
محمد مصطفى أحمد عبد الله متولي مصارع مصري، يلعب المصارعة اليوناني الرومانية. في عام 2019، مثل مصر في دورة الألعاب الإفريقية 2019 التي أقيمت في الرباط بالمغرب وفاز بإحدى الميداليات البرونزية في حدث 87 كجم.
تأهل في تصفيات المصارعة الأولمبية في أفريقيا وأوقيانوسيا 2021 لتمثيل مصر في دورة الألعاب الأولمبية الصيفية 2020 في طوكيو في اليابان.

## النتائج الرئيسية
| سنة  | المسابقة                  | موقع                     | نتيجة  | حدث                  |
| ---- | ------------------------- | ------------------------ | ------ | -------------------- |
| 2016 | بطولات المصارعة الأفريقية | الإسكندرية، مصر          | الثالث | يوناني روماني 85 كجم |
| 2017 | بطولات المصارعة الأفريقية | مراكش، المغرب            | الأول  | يوناني روماني 85 كجم |
| 2019 | بطولات المصارعة الأفريقية | الحمامات ، تونس          | الأول  | يوناني روماني 87 كجم |
| 2019 | الألعاب الأفريقية         | الرباط، المغرب           | الثالث | يوناني روماني 87 كجم |
| 2020 | بطولات المصارعة الأفريقية | الجزائر العاصمة، الجزائر | الثاني | يوناني روماني 87 كجم |

## روابط خارجية
- محمد متولي (مصارع) على موقع قاعدة بيانات المصارعة الدولية (الإنجليزية)
- محمد متولي (مصارع) على موقع أوليمبيديا (الإنجليزية)